# Ефіопіда
Ефіопіда (грец. Αἰθιοπίς, лат. Aethiopis) — втрачена епічна поема стародавньої грецької літератури. Це одна з поем епічного циклу, тобто «троянського» циклу, в якому в епічному стилі викладаються події троянської війни.
Події в Ефіопід хронологічно відбуваються одразу за подіями Гомерової «Іліади», а за ними йдуть події, викладені у «Малій Іліаді». Авторство Ефіопіди приписується Арктіну Мілетському (див. поети епічного циклу). Поема складається з п'яти книг, написаних дактилічним гекзаметром.